# Nahr-e Azraq
Nahr-e Azraq är en ort i Iran.   Den ligger i provinsen Khuzestan, i den sydvästra delen av landet, 700 km söder om huvudstaden Teheran. Nahr-e Azraq ligger 3 meter över havet och antalet invånare är 311.
Terrängen runt Nahr-e Azraq är mycket platt.  Närmaste större samhälle är Arvand Kenār, 2,3 km öster om Nahr-e Azraq. Omgivningarna runt Nahr-e Azraq är i huvudsak ett öppet busklandskap.